# Singer Mátyás
Singer Mátyás (Szeged, 1829. február 6. – Bécs, 1912. november 5.) orvos-sebészdoktor, királyi tanácsos, a Szeged-városi közkórház igazgató-főorvosa és az állami trachoma-kórház igazgatója, tiszteletbeli városi főorvos, a vöröskereszt-egylet szegedi választmányának orvosi tagja, a bécsi császári és királyi és a budapesti királyi orvosegylet tagja.

## Életútja
Atyja Singer Vilmos sebész volt; Singer szülővárosában végezte a gimnáziumot; orvosi tanulását 1845-ben Bécsben kezdte és 1852-ben nyert orvos-sebészi oklevelet. Előbb Helm kórházi igazgató másodorvossá nevezte ki; majd Schuh operateur klinikáján segédkezett; 1856-58-ban Sigmund tanár asszisztense volt. Párizsban, Londonban gyarapította tudományát. 1859-ben tért vissza Szegedre, ahol gyakorló orvosként telepedett le, 1860-ban vaspályaorvosnak nevezték ki s mint ilyen, tizenkét évig szolgált. 1862. június 11-től kórházi igazgató, 1870-ben a közegészségi tanács rendkívüli tagja és 1879-ben a Ferenc József-rend lovagja lett. 1879. májusától 1881. szeptemberig mint helyettes városi tiszti főorvos alkalmaztatott. A helybeli katonai vegyes felülvizsgáló bizottságnál mint polgári orvos működött. Az Országos Vörös-Kereszt Egyesület helybeli fiókjának egészségügyi előadója volt. Az Országos Közegészségi Tanács tagja, a császári és királyi bécsi és a magyar királyi budapesti orvosi egyesületnek levelező tagja volt. Negyvenhárom esztendeig működött, mint Szeged városi közkórházának igazgató-főorvosa. 1905-ben költözött el Szegedről. Beszélt németül is, franciául és latin nyelven. Singer Mátyás bécsi temetésén Szeged város hatóságát Koczor János tanácsos képviselte s ő tette a ravatalra Szeged közönségének koszorúját. A városi közkórház orvosi testülete és Boross József dr. igazgató-főorvosa szintén küldott koszorút. 

## Írásai
Cikkei a Magyar orvosok és természetvizsgálók Munkálataiban (IX. 1864. A hugyhólyag metszésről, XI. 1866. Tapasztalatok roncsoló torok-gégelob-diphtheria körül. Két gégemetszés); a Kórházi Szemlében (1865. Jelentés és észrevételek a sz. kir. Szeged városa közkórházában 1863. nov. 1-től 1864. decz. 31-ig kezelt betegekről); az Orvosi Hetilapban (1861. Adalék a női hugycsőtakár kórtanához, A jobboldali mozgó vesének egy esete, 1863. Kórházi jelentés 1861-62. évről, 1865. Idegsömör a háromosztatu ideg harmadik ágabogainak megfelelőleg, 1872. Kivonat a szegedi közkórház 1871. működésére vonatkozó jelentésből) stb.; a Gyógyászatban (1867. Kimutatás a szegedi kórházról).

## Munkája
- A labordad hályog két esete, némi észrevételekkel a szürke hályog e neme felett. Pest, 1864 (különny. az Orvosi Hetilapból)